# Dolmens du Cros des Grenouilles
Les dolmens du Cros des Grenouilles sont deux dolmens situés à Berrias-et-Casteljau dans le département de l'Ardèche en France.

## Dolmen n°2

### Architecture
Le dolmen a été édifié en limite d'un plateau calcaire à 252 m d'altitude. Le dolmen est du type simple. Il est orienté sensiblement nord-sud. La chambre est de forme trapézoïdale, délimitée par deux orthostates latéraux, une dalle de chevet et une dalle de fermeture, et couvre une surface d'environ 3,50 m2. Les dalles ont été dressées dans des tranchées profondes d'au moins 0,20 m creusées dans le sous-sol rocheux en réutilisant des diaclases naturelles. La dalle de fermeture (0,85 m de long sur 0,55 m de hauteur et 0,05 m d'épaisseur) ne ferme pas complètement la chambre et laisse un  passage d'environ 0,50 m côté oriental qui était peut-être comblé par des pierres sèches à l'origine. Le mode de couverture de la chambre demeure inconnu en l'absence de toute dalle de couverture. La chambre a fait l'objet d'un réaménagement avec la pose d'un dallage et l'installation d'un coffre. Le dallage a été soigneusement réalisé avec de grandes dalles (jusqu'à 0,70 m de longueur) plates de 5 à 7 cm d'épaisseur.
Le tumulus est constitué de dallettes  de 0,50 à 0,70 m de longueur empilées à l’horizontale et formant un dôme côté oriental, le côté occidental et l'arrière du chevet étant constitué de gros blocs irréguliers.

### Matériel archéologique
L'intérieur de la chambre comprenait deux couches archéologiques séparées par le dallage. La couche supérieure (0,42 à 0,70 m d'épaisseur) correspond à une réutilisation du dolmen et n'a livré aucun matériel archéologique mais quelques ossements. La couche inférieure (0,80 m d'épaisseur) était constituée d'un mélange de terre et de cailloutis. Les ossements humains découverts ont été attribués à au moins 27 individus dont 6 enfants et 2 adolescents. Trois fragments crâniens correspondent aux restes d'un individu ayant subi une trépanation réussie.
Le mobilier archéologique recueilli se compose d'une alène losangique, de neuf pointes de flèches, d'un poinçon, d'une vingtaine de perles en calcaire et roche verte et d'une plaquette en os perforée de deux trous. Le matériel céramique se limite à un fragment de poterie à pâte grise et deux tessons de poterie à pâte brune. 
L'ensemble du matériel archéologique a été daté du Bronze ancien.